# Carlo Luglio
Carlo Luglio (Nàpols, 2 de juliol de 1967) és un guionista i director de cinema italià.

## Biografia
Després de llicenciar-se en Història del Cinema al DAMS de Bolonya, va realitzar dues pel·lícules Capo Nord i Sotto la stessa luna així com una sèrie de documentals. L'any 2007 va fundar amb Gaetano Di Vaio, Figli del Bronx Produzioni amb la qual va produir els docufilms Radici protagonitzat per Enzo Gragnaniello,Magma sobre els agricultors del Tammurriate Vesuvià. I el curt Ciao mamma per "L'altra faccia di Gomorra". Ha impartit teoria i mètode dels mitjans de comunicació i història del cinema a les acadèmies de belles arts de Brera a Milà i Nàpols.

## Filmografia
- Capo Nord (2003)
- Sotto la stessa luna (2005)
- Radici - documental (2011)
- Il ladro di cardellini (2019)[3]